# هوشپوکنا میسیسیپی
هوشپوکنا (به انگلیسی: Hushpuckena, Mississippi) یک محدوده ثبت‌نشده واقع در شهرستان بولیوار، می سی سی پی، ایالات متحده است. هوشپوکنا در حدود ۳ مایل (۴٫۸ کیلومتر) جنوب از دانکن و حدود ۴ کیلومتر (۶٫۴ کیلومتر) شمال شلبی است.
این نام از نام رودخانه هوشپوکنا نام گذاری شده‌است.

## نگارخانه

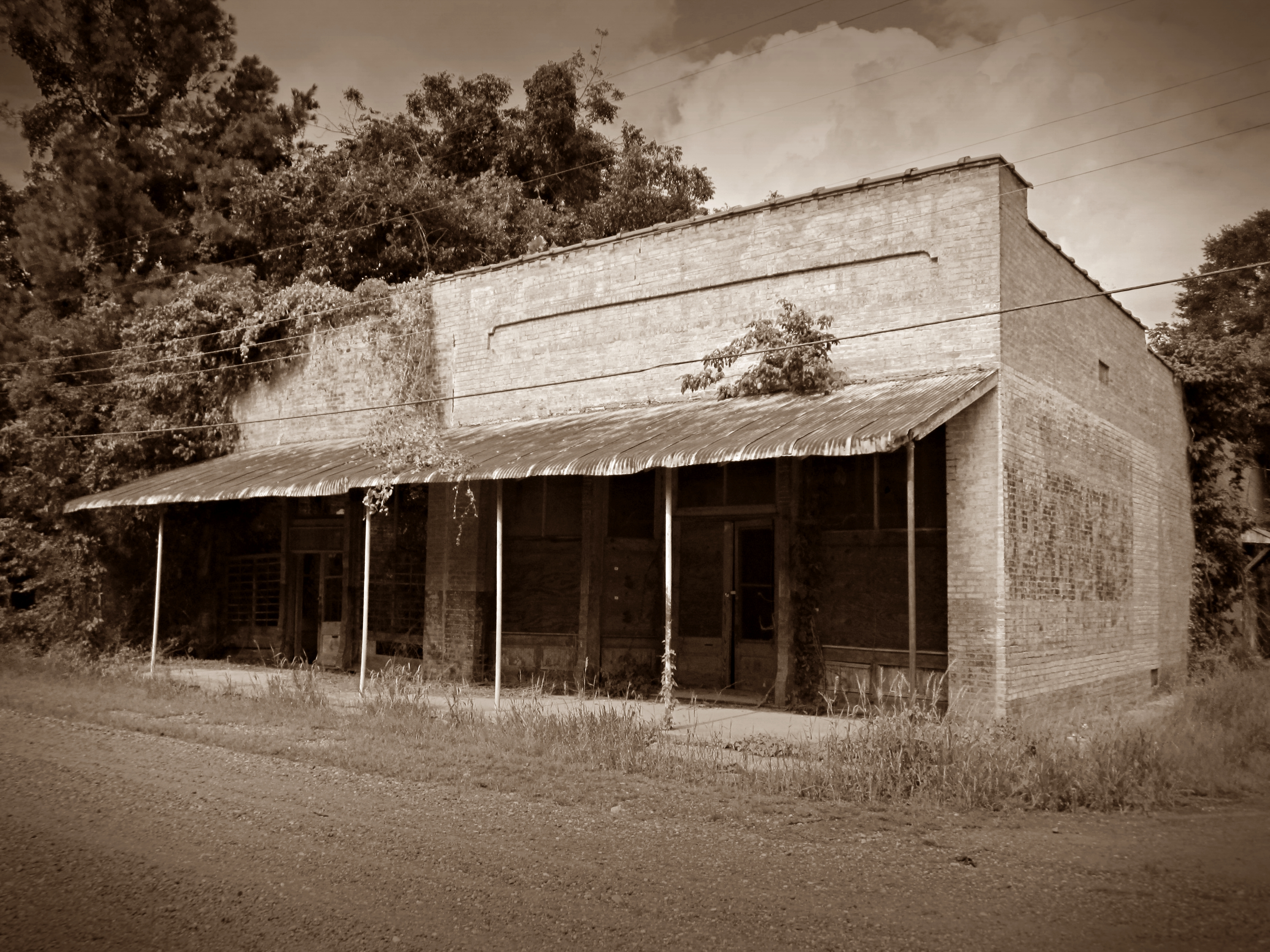
مغازه‌های رها شده در هوشپوکنا